# Jorge Debravo
Jorge Debravo, właściwie Jorge Delio Bravo Brenes (ur. 31 stycznia 1938, zm. 4 sierpnia 1967) – kostarykański poeta.

## Życiorys
Urodził się w Guayabo de Turrialba w rodzinie biednych chłopów. Jego ojciec był analfabetą. Czytania i pisania nauczyła go matka, podobno jako materiału piśmienniczego używając liści bananowca. Bardzo wcześnie rozpoczął karierę zawodową, za samodzielnie zarobione pieniądze nabył swą pierwszą książkę, słownik. Szkołę podstawową zdołał ukończyć, dzięki stypendium, jako czternastolatek. Świadectwo dojrzałości uzyskał w 1965 w szkole wieczorowej w Turrialbie. Kilka lat wcześniej został zatrudniony w krajowym zakładzie ubezpieczeń społecznych. Korespondencyjnie studiował dziennikarstwo, w zakresie literatury i innych dziedzin wiedzy był samoukiem.
Jego debiut poetycki nastąpił na łamach pisma „El Turrialbeño”. W 1959, wspólnie z Laureano Albánem i Marcosem Aguilarem założył Círculo de Poetas Turrialbeños. Krótka, choć płodna i intensywna kariera literacka Debravo zdradza wpływy Walta Whitmana czy Pabla Nerudy. Przyniosła wiersze przesycone humanizmem i troską o bliźnich, o bardzo uniwersalnym wydźwięku i ujmującym charakterze. Jednocześnie zwraca się uwagę na stałą, niemal obsesyjną w dorobku Debravo obecność seksu i zmysłowej miłości. Ceniony za prostotę, jest jednym z najczęściej czytanych i najistotniejszych poetów kostarykańskich. Otrzymał Premio Nacional Aquileo J. Echeverría za twórczość poetycką (1966).
Opublikował szereg książek, w tym Milagro abierto (1956, 1969), Bestiecillas plásticas (1960), Consejos para Cristo al comenzar el año y otras especies de poemas (1960), Devocionario del amor sexual (1963),  Poemas terrenales (1964) i El canto bueno (1965). Pośmiertnie ukazały się także choćby Vórtices (1977), Otras cosas recogidas de la tierra (1981), Guerrilleros (1987) oraz El grito más humano (1990). Część jego dorobku wciąż pozostaje w rękopisie.
W 1959 poznał Margaritę Salazar, z którą niemal natychmiast zawarł związek małżeński. Doczekał się dwójki dzieci, Lucrecii (1960) i Raimunda (1961).
Zginął w wypadku drogowym w stołecznym San José. Kostarykański Narodowy Dzień Poezji, ustanowiony 25 kwietnia 1996, obchodzi się w rocznicę urodzin twórcy. Jego imię nosi szkoła i dom kultury w Turrialbie, w tym też mieście postawiono Debravo pomnik.